# ابن مطروح
ابن مطروح أو ابن مطروح المصري هو شاعر مصري ولد بمحافظة أسيوط. اسمه بالكامل هو : أبو الحسن يحيى بن عيسى بن إبراهيم بن الحسين بن علي بن حمزة بن إبراهيم بن الحسين بن مطروح، يلقب أيضا بجمال الدين.
عمل نائباً في دمشق الشام بهيئة وزير عليها للملك الصالح (سابع ملوك الدولة الايوبية).
طبع ديوان شعره في مجلد واحد مع ديوان الشاعر ابن الأحنف المتوفي في ابن الاحنف 808م في القسطنطينية في القسطنطينية 1298ه و هو من احسن الدواوين ولتداوله الناس.

## علاقتهبالبهاء زهير[6]
ربطت الصداقة بين ابن مطروح والشاعر الغزلي البهاء زهير، الذي استمع إلى شعره، وشجعه على نظم الشعر. وقد سعى البهاء زهير لدى حاكم قوص مجد الدين اللمطي

## من شعره[3]
- إذا ما سقاني ريقه وهو باسم***تذكرت ما بين العذيب وبارق
- ويذكرني من قـده ومدامعي***مجر عوالينا ومجرى السوابق

كما قال
- أتجزعُ للموت هذا الجزع ***ورحمةُ ربِّك فيها الطمع
- ولو بذنوب الورى جئتهُ***فرحمته كلَّ شيء تسع

### قصيدة ابن مطروح عن حملة لويس التاسع ومعركة المنصورة
- أتيت مصرا تبتغي مُلكها *** تحسب أن الزمر يا طبل ريح.
- فساقك الحين إلى أدهم *** ضاق به عن ناظرتك الفسيح.
- وكل اصحابك أودعتهم *** بحسن تدبيرك بطن الضريح.
- سبعون الفا لا يُرى منهم *** إلا قتيل أو أسير جريح.
- ألهمك الله إلى مثلها *** لعل عيسى منكم يستريح.
- إن يكن الباب بذا راضيا *** فرب غش قد أتى من نصيح.
- لا تخذوه كاهنا إنه *** أنصح من شق لكم أو سطيح.
- وقل لهم إن أضمرو أزمعوا عودة *** لأخذ ثأر أو لفعل قبيح
- دار ابن لقمان على حالها *** والقيد باق والطواشي صبيح.[7]

( الباب = بابا روما الكاثوليكي، دار ابن لقمان = هو البيت الذي حبس فيه لويس التاسع في المنصورة، الطواشى صبيح = الحارس على لويس في فترة سجنه وكان طواشى وليس امير كما جرت العادة في معاملة الملوك)

## وفاته
توفى ابن مطروح بالقاهرة في سنة 659ه. تم دفنه بسفح جبل المقطم بالقاهرة.